# 구마모토시 노면전차 겐군선
겐군 선(일본어: 健軍線)은 일본 구마모토현 구마모토시 주오구의 스이젠지코엔 정류장부터 구마모토 현 구마모토 시 히가시구의 겐군초 정류장을 잇는 구마모토 시 교통국이 운영하는 노면 전차 노선이다.

## 운행 형태
- ■ A 계통 : (다사키바시 - 겐군마치) - 간선 전 구간을 4 ~ 7분 간격으로 운행
- ■ B 계통 : (가미구마모토에키마에 - 겐군마치) - 가라시마초 - 스이도초 간을 7 ~ 11분 간격으로 운행

## 역사
- 1945년 5월 6일 : 스이젠지코엔 - 미쓰비시코조마에 (현재의 겐군초) 간이 개업.
- 2011년 3월 1일 : 구와미즈바시를 구와미즈 · 시민뵤인마에로, 도쇼쿠부쓰엔마에를 도쇼쿠부쓰엔이리구치로 개칭.

## 역 목록
- 전 노선 구마모토현 구마모토시에 위치.

| 정류장 번호 | 역명                    | 일어 역명        | 역간 거리 | 누계 거리 | 접속 노선                                | 소재지   |
| ----------- | ----------------------- | ---------------- | --------- | --------- | ---------------------------------------- | -------- |
| 18          | 스이젠지코엔            | 水前寺公園       | -         | 0.0       | 구마모토 시 교통국 노면 전차 스이젠지 선 | 주오구   |
| 19          | 시리쓰타이이쿠칸마에    | 市立体育館前     | 0.3       | 0.3       |                                          | 주오구   |
| 20          | 쇼교코코마에            | 商業高校前       | 0.5       | 0.8       |                                          | 주오구   |
| 21          | 핫초바바                | 八丁馬           | 0.3       | 1.1       |                                          | 주오구   |
| 22          | 구와미즈 · 시민뵤인마에 | 神水・市民病院前 | 0.4       | 1.5       |                                          | 주오구   |
| 23          | 겐군코마에 정류장       | 健軍校前         | 0.5       | 2.0       |                                          | 히가시구 |
| 24          | 도쇼쿠부스엔이리구치    | 動植物園入口     | 0.4       | 2.4       |                                          | 히가시구 |
| 25          | 겐군코반마에            | 健軍交番前       | 0.3       | 2.7       |                                          | 히가시구 |
| 26          | 겐군초                  | 健軍町           | 0.3       | 3.0       |                                          | 히가시구 |